# 信徒 (電影)
是一部於2018上映的韓國警匪片，由電影《大力士麥當娜》《京城學校：消失的少女們》的導演李海永執導，趙震雄、柳俊烈、金柱赫、金成鈴及朴海俊主演。電影改編自香港導演杜琪峯於2012年執導的同名電影，主要講述追捕亞洲最大販毒組織幕後黑手的故事。

## 劇情簡介
在一場可疑的爆炸事件後，長期鎖定販毒組織的刑警趙元浩（趙震雄飾）面前，突然出現了被組織拋棄的前組員徐永乐（柳俊烈飾）。在眾人的幫助下，他們見到了亞洲毒品市場的大人物陳河霖（金柱赫飾），以及隱藏於組織中的布萊恩（車勝元飾）。面對這龐大的販毒組織，元浩雖然掌握了足以扳倒整個組織的關鍵線索，但整起事件背後，似乎隱藏著巨大的陰謀⋯⋯

## 演出陣容

### 主要人物
- 趙震雄 飾演 赵元浩，缉毒组组长，利用徐永樂接觸販毒集團。
- 柳俊烈 飾演 徐永乐，販毒集團联絡人，在滅口爆炸中倖存。
- 金柱赫 飾演 陈河霖，亞洲最大型販毒集團毒梟，被徐永樂殺害。
- 金成鈴 飾演 吳妍玉，販毒集團繼承人，被布萊恩殺害。
- 朴海俊 飾演 朴宣昌，販毒集團聯絡人。

### 其他人物
- 南文哲 飾演 崔政泰，警察。
- 徐贤宇 飾演 李正日，緝毒組警察。
- 姜勝賢 飾演 金素妍，緝毒組警察。
- 鄭準元 飾演 姜德天，緝毒組警察。
- 郑家蓝 飾演 東宇，緝毒組警察。
- 陳瑞妍 飾演 寶玲，亞洲最大型販毒集團毒梟陳河霖的妻子。
- 金东英 飾演 聾啞哥哥，天才製毒技師。
- 李周英 飾演 聾啞妹妹，天才製毒技師。
- 琴世祿 飾演 車秀晶，趙元浩的未成年線人。
- 朴成妍 飾演 手語翻譯
- 李藝恩 飾演 戴黑色圍巾的女子
- 李智敏 飾演 卡車職員
- 朴恩英 飾演 陸弼馴，徐永樂養母
- 金泰俊 飾演 永裴
- 羅基秀 飾演 李學勝
- 張泰民 飾演 獸醫
- 琴廣山 飾演 陳河霖的手下
- 尹泰仁 飾演 陳河霖的手下
- 林旭鎮 飾演 陳河霖的手下
- 金大根 飾演 陳河霖的手下
- 徐文浩 飾演 陳河霖的手下
- 鄭鐘優 飾演 布萊恩的隨行人員
- 車淳亨 飾演 布萊恩的隨行人員
- 秋延珪 飾演 實驗室職員

### 特別出演
- 車勝元 飾演 布萊恩，販毒集團高層。本名李仁武，黎宇海運會長的二兒子。

## 獎項榮譽
| 年份   | 頒獎典禮                  | 獎項                       | 入圍者         | 結果 |
| ------ | ------------------------- | -------------------------- | -------------- | ---- |
| 2018年 | 第27屆釜日電影獎          | 最佳男配角                 | 金柱赫         | 提名 |
| 2018年 | 第27屆釜日電影獎          | 最佳男配角                 | 朴海俊         | 提名 |
| 2018年 | 第27屆釜日電影獎          | 最佳女配角                 | 陳瑞妍         | 提名 |
| 2018年 | 第27屆釜日電影獎          | 最佳女配角                 | 李周英         | 提名 |
| 2018年 | 第55屆大鐘獎              | 最佳男主角                 | 趙震雄         | 提名 |
| 2018年 | 第55屆大鐘獎              | 最佳男配角                 | 金柱赫         | 獲獎 |
| 2018年 | 第55屆大鐘獎              | 最佳女配角                 | 陳瑞妍         | 獲獎 |
| 2018年 | 第55屆大鐘獎              | 攝影獎                     | 攝影獎         | 提名 |
| 2018年 | 第55屆大鐘獎              | 美術獎                     | 美術獎         | 提名 |
| 2018年 | 第55屆大鐘獎              | 配樂獎                     | 配樂獎         | 提名 |
| 2018年 | 第55屆大鐘獎              | 技術獎                     | 技術獎         | 提名 |
| 2018年 | 第55屆大鐘獎              | 特別獎                     | 金柱赫         | 獲獎 |
| 2018年 | 第39屆青龍電影獎          | 最佳男配角                 | 金柱赫         | 獲獎 |
| 2018年 | 第39屆青龍電影獎          | 最佳女配角                 | 陳瑞妍         | 提名 |
| 2018年 | 第39屆青龍電影獎          | 最佳女配角                 | 李周英         | 提名 |
| 2018年 | 第39屆青龍電影獎          | 音樂獎                     | Dalpalan       | 獲獎 |
| 2018年 | 第39屆青龍電影獎          | 人氣明星獎                 | 陳瑞妍         | 獲獎 |
| 2018年 | 第5屆韓國電影製作人協會獎 | 女子配角獎                 | 陳瑞妍         | 獲獎 |
| 2018年 | 第5屆韓國電影製作人協會獎 | 編輯獎                     | 楊鎮模         | 獲獎 |
| 2018年 | 第5屆韓國電影製作人協會獎 | 音樂獎                     | Dalpalan       | 獲獎 |
| 2019年 | 第10屆韓國年度電影獎      | 女子配角獎                 | 陳瑞妍         | 獲獎 |
| 2019年 | 第55屆百想藝術大獎        | 電影部門 導演獎            | 李海暎         | 提名 |
| 2019年 | 第55屆百想藝術大獎        | 電影部門 男子配角獎        | 金柱赫         | 獲獎 |
| 2019年 | 第55屆百想藝術大獎        | 電影部門 男子配角獎        | 朴海俊         | 提名 |
| 2019年 | 第55屆百想藝術大獎        | 電影部門 女子配角獎        | 陳瑞妍         | 提名 |
| 2019年 | 第55屆百想藝術大獎        | 電影部門 女子新人演技獎    | 李周英         | 提名 |
| 2019年 | 第55屆百想藝術大獎        | 藝術獎                     | 楊鎮模（剪輯） | 提名 |
| 2019年 | 第39屆韓國黃金攝影獎      | 攝影導演選擇的人氣男演員獎 | 柳俊烈         | 獲獎 |
| 2019年 | 第13屆亞洲電影大獎        | 最佳女配角                 | 京熙妍         | 提名 |

## 外部連結
- NAVER上《信徒》的資料
- Daum上《信徒》的資料

- 韩国电影数据库（KMDb）上《信徒》的資料
- 互联网电影数据库（IMDb）上《信徒》的资料（英文）
- 豆瓣电影上《信徒》的資料 （简体中文）
- Box Office Mojo上《信徒》的资料（英文）
- 爛番茄上《信徒》的資料（英文）
- 開眼電影網上《信徒》的資料（繁體中文）